# 환경철학
환경철학(Environmental philosophy)은 자연 환경과 그 안에서 인간의 위치와 관련된 철학의 한 분야이다. 그것은 "우리가 자연에 대해 말할 때 무엇을 의미하는가?" "인간이 아닌 환경인 자연의 가치는 우리에게 무엇입니까, 아니면 그 자체로 무엇인가?" " 환경파괴, 오염, 기후 변화와 같은 환경 문제에 어떻게 대응해야 하는가?" "자연 세계와 인간 기술 및 개발 간의 관계를 가장 잘 이해할 수 있는 방법은 무엇인가?" "자연 세계에서 우리의 위치는 무엇인가?" 같은 인간 환경 관계에 대한 중요한 질문을 던진다. 환경철학에는 환경윤리학, 환경미학, 에코페미니즘, 환경해석학, 환경신학 이 포함된다. 환경 철학자들의 주요 관심 분야는 다음과 같다.
- 환경과 자연의 정의
- 환경을 소중히 여기는 방법
- 동식물의 도덕적 지위
- 멸종 위기 종
- 환경주의와 깊은 생태
- 자연의 미적 가치
- 본질적 가치
- 황야
- 자연의 회복
- 미래세대에 대한 배려[1]
- 생태현상학

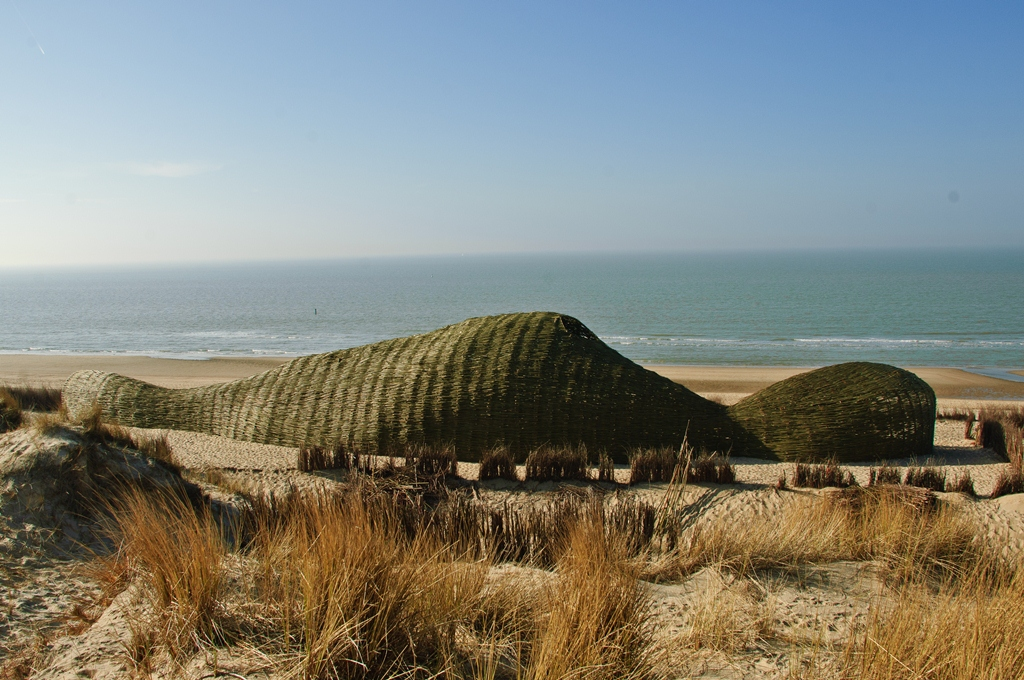
Marco Casagrande, Sandworm, Beaufort04 현대 미술 트리엔날레, Wenduine, 벨기에 2012

환경 철학 내의 현대 문제에는 환경 운동, 과학 및 기술이 제기하는 문제, 환경 정의 및 기후 변화에 대한 관심이 포함되지만 이에 국한되지는 않다. 여기에는 유한한 자원의 고갈과 인간에 의해 환경에 미치는 기타 유해하고 영구적인 영향과 관련된 문제와 환경 보전, 복원 및 정책 일반의 철학과 실천으로 인해 제기되는 윤리적이고 실용적인 문제가 포함된다. 현대 환경 철학자들의 마음에 자리 잡은 또 다른 질문은 "강에도 권리가 있는가?"이다. 동시에 환경 철학은 인간이 다양한 종류의 환경 경험에 부여하는 가치, 특히 인간이 아닌 환경에서 또는 그에 가까운 경험이 도시 또는 산업화된 경험과 어떻게 대조되는지, 그리고 이것이 원주민에 세심한 관심을 기울이면서 문화에 따라 어떻게 다른지를 다룬다.
환경철학은 1970년대 철학의 한 분야로 등장했다. 초기 환경 철학자에는 Seyyed Hossein Nasr, Richard Routley, Arne Næss 및 J. Baird Callicott이 있다. 이 운동은 역사를 통해 계속되는 방식으로 자연으로부터 인간의 소외감을 연결하려는 시도였다. 이는 교차 학문인 에코페미니즘과 동시에 발전한 것과 매우 밀접한 관련이 있다. 그 이후로 관심 영역이 크게 확장되었다.
이 분야는 오늘날 환경 경험에 대한 개인적이고 시적인 성찰과 범심론 에 대한 논쟁에서부터 게임 이론의 맬서스적 적용 또는 경제적 가치를 어떻게 부여할 것인가에 대한 질문에 이르기까지 인간 환경 관계에 대한 문체적, 철학적, 문화적 접근의 주목할만한 다양성이 특징이다. 자연의 서비스. 1970년대와 80년대에 일어난 주요 논쟁은 자연이 인간의 가치와 무관하게 그 자체로 내재적 가치를 가지고 있는지, 아니면 자연의 가치가 단순히 도구적인지 여부에 관한 것이었다.
이 시기에 일어난 또 다른 논쟁은 야생이라는 것이 실제로 존재하는지, 아니면 윌리엄 크로논( William Cronon )이 제안한 식민주의적 함의를 지닌 단순한 문화적 구성물 인지에 대한 논쟁이었다. 그 이후로 환경 역사와 담론에 대한 독해는 더욱 비판적이고 정교해졌다. 이 진행 중인 토론에서, 서구 가정의 지배에 의문을 제기하는 전 세계의 다양한 문화에서 다양한 반대 목소리가 등장하여 해당 분야를 글로벌 사고 영역으로 전환하는 데 도움이 되었다.
최근 수십 년 동안 심오한 생태학과 그 기저에 깔려 있는 자연의 개념에 대한 중대한 도전이 있었다. 일부는 이상적인 타자에 대한 자기모순적이고 정치적으로 의심스러운 구성을 넘어서는 자연과 같은 것은 전혀 없다고 주장한다. 우리의 세계와 삶을 형성하는 실제 인간-환경 상호 작용을 무시한다. 이것은 포스트모던, 구성주의, 그리고 가장 최근에는 환경 철학의 포스트 자연주의적 전환으로 번갈아 불렸다. 환경 미학, 디자인 및 복원은 기후 변화 및 생물 다양성에 대한 과학과 이들이 제기하는 윤리적, 정치적, 인식론적 문제와 마찬가지로 환경 사고의 경계를 계속 바꾸는 중요한 교차 분야로 부상했다.
1982년 북친은 자연, 자연과 인간의 관계, 서로의 관계를 이해하기 위한 틀을 제공하는 사회 생태학의 철학을 설명했다. 이 철학에 따르면, 자연을 "때묻지 않은 황야"로 정의하는 것은 인간이 자연 진화에 의해 창조된 생물학적 생물임을 부정하는 것이다. 또한 "존재하는 모든 것은 자연스럽다"는 태도에 문제가 있다. 이는 매립지를 숲보다 덜 자연스럽다고 판단할 수 있는 틀을 제공하지 않기 때문이다. 대신, 사회 생태학은 자연을 더 큰 수준의 다양성, 보완성 및 자유를 향한 건강한 생태계의 경향으로 정의한다. 이러한 원칙에 부합하는 관행은 그렇지 않은 관행보다 더 자연스럽다.